# 2008-as ázsia–óceániai ralibajnokság
A 2008-as ázsia–óceániai ralibajnokság április 12-én vette kezdetét és november 9-én végződött. A bajnokságot, immár harmadik alkalommal az ausztrál Cody Crocker nyerte.

## Versenynaptár
| Dátum            | Verseny                      | Győztes          |
| ---------------- | ---------------------------- | ---------------- |
| április 12–13.   | Rallye de Nouvelle Calédonie | Tagucsi Kacuhiko |
| március 10–11.   | Rally of Canberra            | Cody Crocker     |
| június 7–8.      | Rally of Whangarei           | Cody Crocker     |
| július 11–13.    | Rally Hokkaido               | Tagucsi Kacuhiko |
| augusztus 22–24. | Rally Indonesia              | Gaurav Gill      |
| október 11–12.   | Malaysian Rally 2008         | Cody Crocker     |
| november 8–9.    | Kína-rali                    | Cody Crocker     |

## Végeredmény
| #  | Versenyző          | Pontszám |
| -- | ------------------ | -------- |
| 1. | Cody Crocker       | 79       |
| 2. | Tagucsi Kacuhiko   | 58       |
| 3. | Hiroshi Yanagisawa | 46       |
| 4. | Dean Herridge      | 40       |
| 5. | Rifat Sungkar      | 28       |
| 6. | Brian Green        | 20       |
| 7. | Scott Peddar       | 19       |
| 8. | Gaurav Gill        | 17       |
| 9. | Takuma Kamada      | 10       |